# Christoffer Nyman
Christoffer Nyman (Norrköping, Suecia, 5 de octubre de 1992) es un futbolista sueco. Juega de delantero y milita en el IFK Norrköping de la Allsvenskan de Suecia.

## Clubes
| Club                | País     | Año       |
| ------------------- | -------- | --------- |
| IFK Norrköping      | Suecia   | 2010-2016 |
| IF Sylvia (cedido)  | Suecia   | 2011      |
| Eintracht Brunswick | Alemania | 2016-2019 |
| IFK Norrköping      | Suecia   | 2019-     |